# Mercedes d'Orléans
Titre
Reine consort d'Espagne
23 janvier – 26 juin 1878
(5 mois et 3 jours)
María de las Mercedes d’Orléans, — couramment appelée Mercedes d’Orléans (prononcer /mɛʁ.se.dɛs/), née le 24 juin 1860, au palais royal de Madrid, où elle est morte le 26 juin 1878, est une infante d'Espagne. Issue de la branche espagnole de la maison d’Orléans-Galliera, elle devient brièvement reine-consort d'Espagne, durant cinq mois, après son mariage, en 1878, avec le roi Alphonse XII.

## Famille

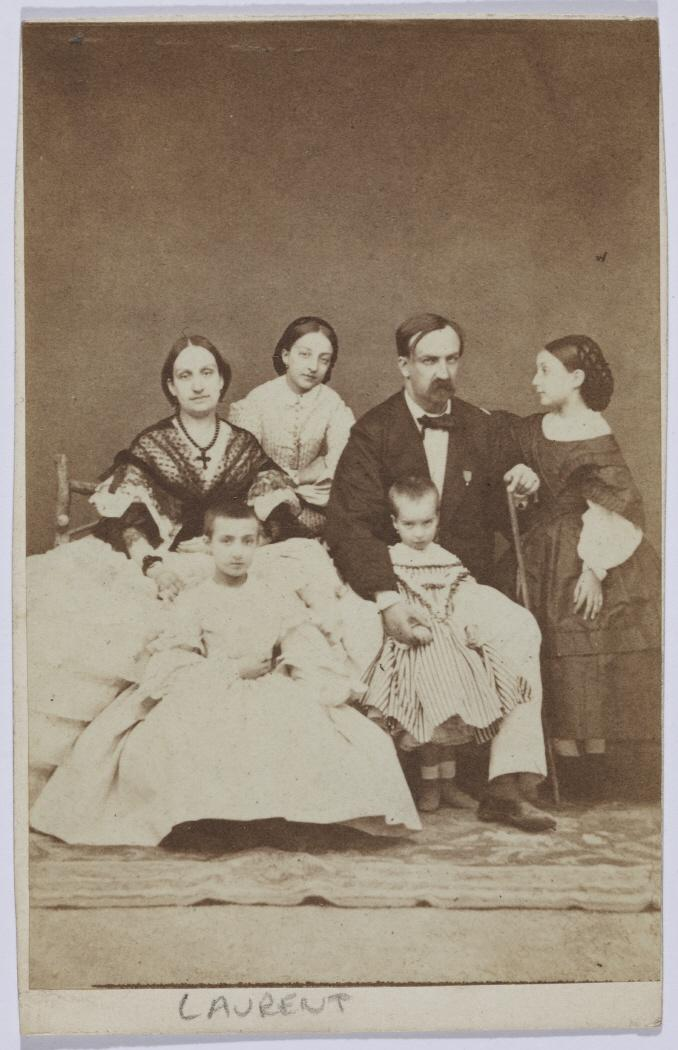
Le duc et la duchesse de Montpensier entourés de leurs quatre filles : Marie-Isabelle, Marie-Amélie, Marie-Christine et Maria de la Regla, vers 1860 par Jean Laurent.

La princesse est le septième enfant du prince français Antoine d’Orléans, duc de Montpensier, et de son épouse l’infante espagnole Louise Fernande de Bourbon (1832-1897).
Par son père, elle est donc la petite-fille du roi des Français Louis-Philippe Ier (1773-1850) et de son épouse Marie-Amélie de Bourbon (1782-1866), princesse des Deux-Siciles.
Par sa mère, elle est également la petite-fille de deux autres souverains : le roi Ferdinand VII d'Espagne (1784-1833) et sa femme la reine Marie-Christine de Bourbon (1806-1878), princesse des Deux-Siciles.
Le parrain et la marraine de l’infante Mercedes sont son oncle et sa tante, la reine Isabelle II d’Espagne (1830-1904) et le roi consort François d’Assise de Bourbon (1822-1902).
Le 23 janvier 1878, la princesse épouse son cousin germain, le roi Alphonse XII d’Espagne (1857-1885). Cependant ce mariage d’amour ne dure que cinq mois et prend fin avec la mort de Mercedes après une brève maladie.

## Biographie

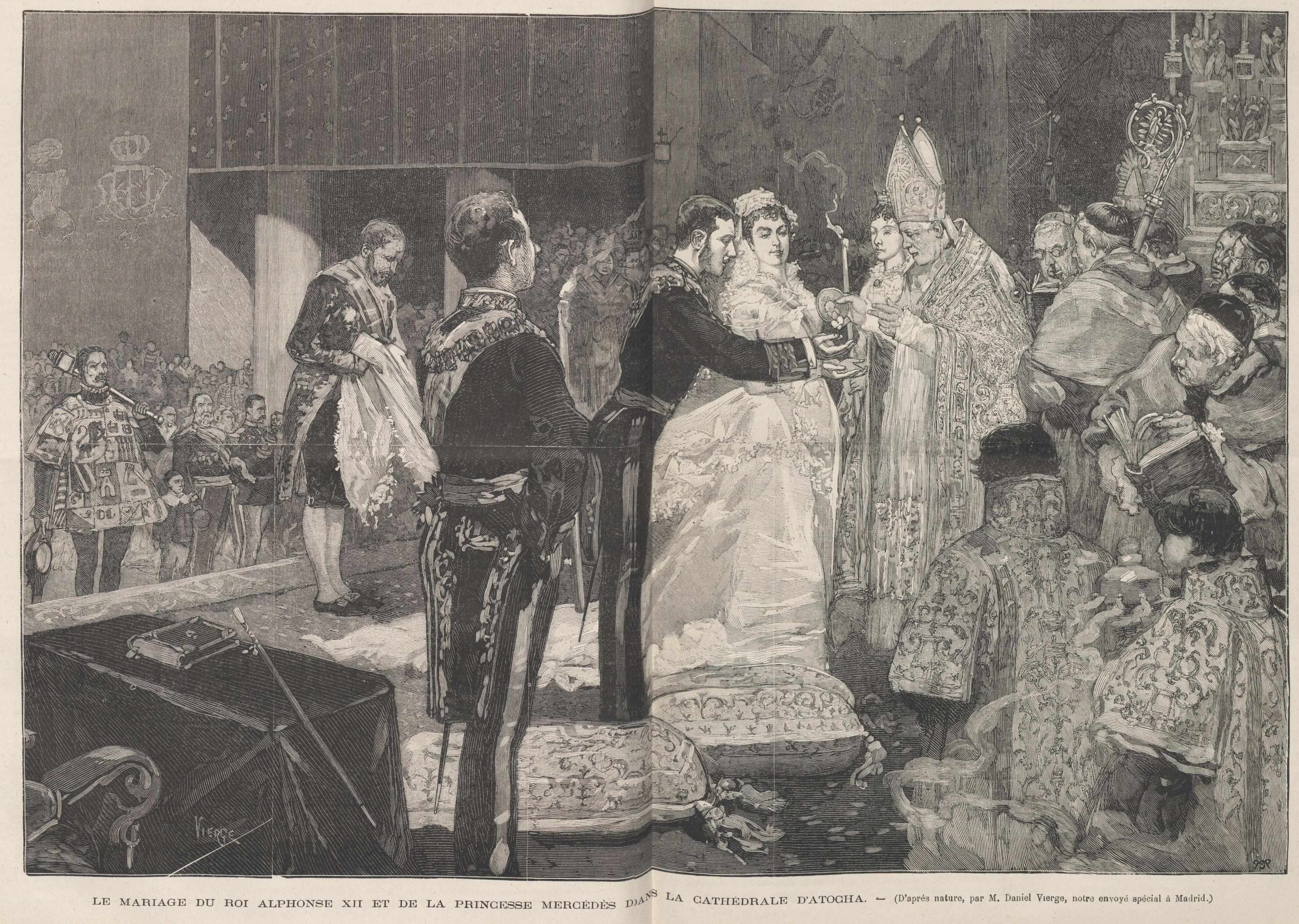
Mariage du roi et de la princesse Mercedes d'Orléans.

Mercedes d’Orléans naît dans la capitale espagnole, pendant le règne de sa tante et marraine Isabelle II, mais elle passe cependant la majorité de son enfance à Séville, au palais de San Telmo. Il faut dire qu’il existe une vive rivalité entre le duc de Montpensier, père de Mercedes, et sa belle-sœur Isabelle II ; les Orléans ne sont pas vraiment les bienvenus à la cour de Madrid.
En 1868, une révolution éclate à Madrid contre la reine Isabelle et les Orléans d’Espagne, qui ont pourtant financé le soulèvement, doivent quitter leur pays. Mais l’ambitieux et libéral Antoine d’Orléans cherche à se faire proclamer souverain. En 1870, il revient donc en Espagne pour s’y faire élire mais sa candidature est finalement écartée après qu’il eut tué en duel le duc de Séville, beau-frère d’Isabelle II. L’exil des Orléans se poursuit donc et ce n’est qu’en 1874 que l’infante Mercedes peut définitivement regagner l’Espagne avec sa famille.
En 1872, Mercedes retrouve pour la première fois son cousin Alphonse, alors prince des Asturies en exil, et les deux jeunes gens tombent amoureux l'un de l'autre.
En décembre 1874, le coup d'État du général Arsenio Martínez Campos permet la restauration de la monarchie en Espagne et la proclamation du prince Alphonse comme nouveau souverain. La reine Isabelle II avait en effet renoncé à ses droits dynastiques en faveur de son fils et le jeune homme est alors reconnu par les monarchistes constitutionnalistes comme Alphonse XII d’Espagne.

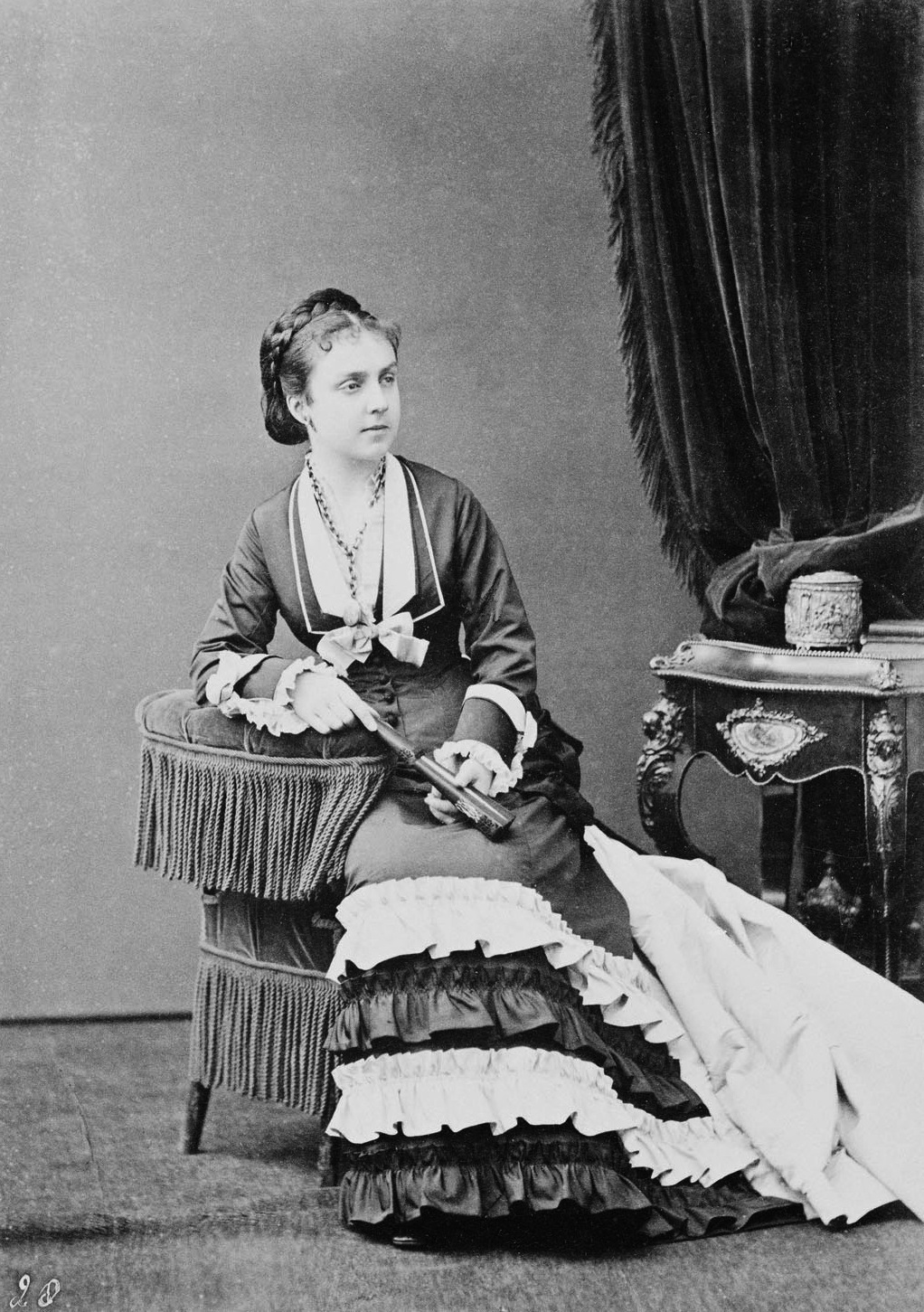
La jeune reine Maria de las Mercedes d'Orléans.

C’est à cette occasion que Mercedes et sa famille rentrent en Espagne et se réinstallent au palais de San Telmo, à Séville.
Deux ans plus tard, Alphonse XII, alors âgé de 19 ans, fait savoir qu’il désire épouser sa cousine Mercedes, qui a alors 16 ans. Au départ, ce mariage ne trouve guère de soutien. Isabelle II et son époux sont en effet toujours en froid avec le duc de Montpensier et l’ex souveraine préfèrerait voir son fils épouser la princesse Blanche de Bourbon (1868-1949), elle-même fille du prétendant carliste Charles de Bourbon (1848-1909). Pour des raisons diplomatiques, le gouvernement madrilène préfèrerait quant à lui voir le jeune monarque s’unir à une princesse étrangère, comme Béatrice du Royaume-Uni, fille de la reine Victoria. Mais Alphonse XII est têtu et reçoit le soutien du peuple espagnol, lui aussi amoureux de la princesse dont « les cheveux sont aussi noirs que les nuits andalouses ».
Le couple s’unit donc en 1878. Malheureusement, le mariage est très bref et le couple royal ne pourra assurer la succession royale. La jeune reine contracte le typhus ou la tuberculose cinq mois à peine après la célébration de ses noces. Elle meurt au palais royal de Madrid, deux jours seulement après son dix-huitième anniversaire à cause d’une fausse couche provoqueè par la maladie. Le roi Alphonse XII a accompagné son épouse jusque dans ses derniers moments.
Veuf à vingt et un ans, le roi Alphonse XII, inconsolable mais souverain d'un pays fragile, décide de se remarier pour donner une descendance à l’Espagne et affermir sa dynastie. Il choisit alors une sœur de Mercedes, la princesse Marie-Christine d’Orléans (1852-1879) mais celle-ci meurt à son tour peu après leurs fiançailles. Le roi se remarie finalement à l’archiduchesse Marie-Christine de Habsbourg-Lorraine dont la dignité impressionnera ses sujets.

## Epilogue
La dépouille de la reine est d’abord inhumée dans une chapelle du monastère de l'Escurial, et non pas dans la partie dite du Panthéon des rois, réservé traditionnellement aux reines ayant eu une descendance.
Cependant, conformément aux désirs de son époux, ses restes sont transportés plus d'un siècle plus tard, le 8 novembre 2000, dans la cathédrale de l'Almudena de Madrid, dont la souveraine est à l’origine de la construction.

## Titulature et décorations

### Titulature
- 24 juin 1860 — 23 janvier 1878 : Son Altesse Royale Mercedes d'Orléans y Borbón, infante d'Espagne, princesse d'Orléans
- 23 janvier 1878 — 26 juin 1878 : Sa Majesté la reine d'Espagne

### Décorations dynastiques
- Dame (24 juin 1860) puis 6e grande maîtresse (royaume d'Espagne, 23 janvier 1878) de l'ordre de la Reine Marie-Louise